# Cinco Olivas
Cinco Olivas és un municipi de la Ribera Baixa de l'Ebre, província de Saragossa, Aragó. Té una àrea d'1,12 km².

## Etimologia
El nom del municipi, segons Joaquín Caridad Arias, no té cap relació amb el numeral cinc ni amb el fruit de l'olivera, sinó que procedeix del cèltic. La seva forma original seria Zinc-ollivus i estaria compost de zinc- 'guerrer' i un nom propi Ollivus (relacionat amb el medieval Oliverio i l'anglès Oliver, tots dos d'origen cèltic); significaria, doncs, '(Lloc d') Oliver el guerrer'. Després de la romanització, quan s'havia oblidat la llengua cèltica i ningú entenia el significat d'aquest nom, els parlants de llatí i castellà ho van modificar perquè tingués sentit i ho van convertir en "Cinco Olivas".

## Política local

### Últims alcaldes de Cinco Olivas
| Període   | Alcalde                | Partit     |
| --------- | ---------------------- | ---------- |
| 1979-1983 | Jesús Tejel Palacios   | UCD        |
| 1983-1987 |                        |            |
| 1987-1991 |                        |            |
| 1991-1995 |                        |            |
| 1995-1999 |                        |            |
| 1999-2003 |                        |            |
| 2003-2007 |                        |            |
| 2007-2011 |                        |            |
| 2011-2015 | Felisa Salvador Alcaya | PSOE-Aragó |

### Resultats electorals
| Eleccions municipals |      |      |      |
| Partit               | 2003 | 2007 | 2011 |
| PSOE                 | 5    | 5    | 5    |
| PP                   | -    | -    | -    |
| PAR                  | -    | -    |      |
| CHA                  | -    | -    |      |
| Total                | 5    | 5    | 5    |

## Monuments
Es poden apreciar diversos monuments, entre ells una església barroca, molí aceitero i un fortí datats del s. XVI.

## Festes
Les seves festes majors se celebren al febrer, Sant Blas. Les festes menors se celebren a l'agost.